# سلیمان بن کثیر
```
سلیمان بن کثیر
 در آغاز از هواداران خداش بود و سپس از جمله داعیان و نقیبان جنبش سیاه جامگان در 
خراسان
 بود.  تعداد نقبای خراسان ۱۲ نفر بود که شورای مرکزی دعوت را در 
مرو
 تشکیل می‌دادند و یکی از این ۱۲ نفر به ریاست خراسان انتخاب می‌شد. وی فرماندهی داعیان را در خراسان بر عهده داشت؛ و گزارش اموال جمع‌آوری شده را به 
کوفه
 می‌فرستاد. سلیمان همچنین سالی یکبار در مراسم حج با 
امام عباسی
 دیدار می‌کرد و گزارش اموال را حضوری تحویل می‌داد و دستورالعمل‌ها را مستقیم از خلیفه دریافت می‌کرد.
[
۱
]
```

## دعوت ابومسلم در خراسان
بیشتر منابع سلیمان بن کثیر را از نژاد خزاعه یاد کرده‌اند در صورتی که بلاذری او را مولی خوانده‌است. در سال ۱۲۵ ه‍.ق ابراهیم امام به رهبری جنبش عباسی رسید. در آن زمان اوضاع خراسان بسیار خراب بود. اعراب ساکن خراسان تحت فرماندهی نصر بن سیار و جدیع بن علی کرمانی با هم می‌جنگیدند. سلیمان خزاعی از ابراهیم امام درخواست کرد نماینده خود را برای اعلام شورش روانه‌کند. امام، رهبری شورش را به خود سلیمان پیشنهاد کرد ولی او نپذیرفت و مایل بود که شخصیتی هاشمی و عباسی در راس کار و حرکت باشد. ابراهیم امام هم به این منظور ابومسلم را فرستاد که با سلیمان مسئولیت مشترک داشت. در واقع در هنگام ورود ابومسلم به خراسان کار دعوت در آن به دست سلیمان خزاعی بود. هنگامی که ابومسلم از ابراهیم امام برای آشکار کردن دعوتش فرمان گرفت او در رمضان ۱۲۹ هجری در خانه سلیمان ابن کثیر در روستای سفیذنج نزدیک مرو دعوت خود را آشکار کرد. ابومسلم با سلیمان ابن کثیر و دیگر هوادارانشان جامه‌های سیاه پوشیدند که یا به نشانهٔ سوگ شهدای خاندان پیامبر یا نشان از برافراشتن علم سیاه پیغمبر علیه امویان بود. طی یک شب اهالی ۶۰ روستای مهاجر به راه افتادند و همه جامه‌های سیاه پوشیدند و از خانه‌های خود بیرون آمدند و به یاران سفیذنج پیوستند؛ و این نمایش در واقع اعلام شورش بود و ابومسلم توانست دعوت خود را آشکار کند.

## نزاع بین ابومسلم و سلیمان
راه یافتن ابومسلم به مرو در ۱۲۹ در دستگاه رهبری دعوت بحرانی را پدیدآورد. سلیمان نیز آشفته بود از اینکه سروری ابومسلم را بپذیرد گفته شده که سلیمان ابومسلم را دشنام داده و دوات به سوی او پرتاب کرده‌است. این کار سلیمان کثیر می‌تواند چند دلیل داشته‌باشد شاید سلیمان از اینکه پایگاهش را از دست داده بود خشمگین بود، شاید از جوانی و ناکارآمدی ابومسلم ترس داشت یا از اینکه یک مولی را که تبارش مشخص نیست را سروری خود بپذیرد بیم داشت، شاید هم ترسان بود از اینکه ابومسلم مانند بیگانه‌ای نتواند منافع خراسانیان را حفظ کند در واقع ابومسلم کار دعوت را از پیران قوم گرفته بود و کسانی چون سلیمان را کنار زده‌بود. ابومسلم دستور ابراهیم امام را اجرا کرد که گفته بود با سلیمان با متانت رفتار کند. هنگامی که سران دعوت به سوی ابومسلم آمدند و به فرمان او تسلیم شدند سلیمان هم جز آشتی با ابومسلم چاره‌ای نداشت. ابومسلم هم مانند گذشته تلاش کرد تا با احترام به سلیمان صف هواداران را یکپارچه نگه دارد.

## قتل سلیمان بن کثیر
در زمانی که سرکوبی محفل‌های درون جنبش دعوت آغازشد و سپس ماجرای نابودی قحطبه بن شیب در راه کوفه و دستیابی سفاح به خلافت که بر اثر کودتایی روی‌داد. در حدود همین هنگام ابومسلم رغیب دیرین خود سلیمان را از میان برداشت. روایت‌های این ماجرا متفاوت و متناقض هستند به‌طوری‌که نمی‌توان گفت این ماجرا ناشی از انتقام شخصی بوده‌است زیرا که سلیمان به‌طور آشکارا با ابومسلم مخالفت می‌کرد یا از اختلافات سیاسی عمیق‌تری در میان هواداران سرچشمه گرفته‌است بعضی روایت‌ها نقل می‌کنند که سلیمان مانند ابوسلمه برای سر کار آمدن یکی از علویان توطئه‌ای چیده بود. عبیدالله گمان کرد که سلیمان جاسوسی باشد از سوی ابومسلم تا او را به دام بیندازد پس عبیدالله نزد ابومسلم رفت و ماجرا را گفت. ابومسلم نیز سلیمان را خواست و او را کشت همان‌طور که ابراهیم امام به او دستور داده بود که هر کسی را که به او بدگمان شود را بکشد. در روایت‌های دیگری گفته شده که سلیمان به ابوجعفر نزدیک شد و به او پیشنهاد کمک برای فرونشاندن ابومسلم داده بود این روایت اتهامی را که بعدها به هنگامی که ابو مسلم را بازخواست می‌کرد به او وارد شد که یک نقیب برجسته را از روی عمد به قتل رسانده‌است مشخص می‌کند. در روایت دیگری از ابن خلدون گفته شده که سلیمان را به خاطر آن کشتند که قتل ابوسلمه را تصویب نکرده‌است. منابع دیگر بر آن‌اند که علت قتل سلیمان مخالفت دیرین او با ابومسلم بوده‌است.